# 三國群俠傳
三國群俠傳是於2002年發行的電腦遊戲，由東方演算（前身为河洛工作室）開發，智冠科技發行的中文電子角色扮演遊戲，也是“河洛三部曲”系列其中之一。

## 概要
遊戲是以《三國志》和《三國演義》改編，玩家可以與部份的三國人物一起冒險。遊戲內自由度非常高，玩家可隨意引發其中一起事件，也可以隨自己喜好，讓主角及同伴學習其所須技能。在遊戲內，則需要尋找傳說的「太古九鼎」。
在尋找的過程中，玩家可以邀請裡面的三國人物加入隊伍，但前提就是主角需要符合一定的條件。而主角邀請的隊友，則可能會因為其加入而對本身的勇氣、智慧、仁德、醫術等數值產生改變，例如邀請張飛會有智慧－１０、勇氣＋２０的情形，而邀請諸葛亮則會有智慧＋２５、仁德＋１５、醫術＋１０的情形產生，但其數值的變化，不像前面兩款群俠系列一樣，會對結局產生變化。

## 故事大綱
東漢末年，由於南華老仙見三國時代戰亂不息，為避免生靈塗炭，於是使用九天逆龍大法，企圖互換劉備、曹操、孫權三人的出生時代，以免除戰事。但結果弄巧成拙，造成神州大陸的龍氣四散，而使被封印起來的魔神刑天，因此解開封印而逃脫，南華老仙眼見闖下如此大禍，於是和于吉、左慈三人聯手，將身為主角的你召喚到這個時代中並且要藉由你的手來再次封印刑天，以使三國回復原本的面貌。

## 登場人物
主角（名字由玩家自定）
為二十世紀的少年，因為熟知關於三國的一切故事、歷史。因此被闖禍的南華老仙挑中，傳送到已經混亂的三國時代，被賦予其找尋魏、蜀、吳三國武將和收集全部太古九鼎，以重建整個三國歷史的大任。
蒼溟
本來為一名修道者，在死後化為類似精靈的角色，由于吉仙人指派給主角當作輔助角色。
雖然相當鬼頭鬼腦，講話有時也不看場面，但也會在重要時刻給予很大的幫助。

### 蜀國武將
劉備
蜀國君主，擁有太古九鼎的坤天鼎。
在作中為防禦董卓軍而留守於江夏，並且在後面差點遭到蔡夫人的陷害。
武器為劍，戰鬥屬性為輔助型、特殊技能為待機而動。
諸葛亮
蜀國軍師
在作中拜託主角找尋蜀國武將，如果主角能順利找到一位即能從他身上獲得五百金的獎賞而且也能請求他製作木牛流馬
武器無，戰鬥屬性為攻擊加輔助型、特殊技能為天變。
關羽
蜀國武將
在作中一開始即靠著賣饅頭來奉養父母，如果主角滿足一定條件，能和他與他的父母一起經歷過五關的劇情。
武器為大刀，戰鬥屬性為攻擊型、特殊技能為龍戰於野。
張飛
蜀國武將
在作中一開始因為弄丟下邳城而躲了起來，需要主角以一定方式來讓他回歸蜀國。
武器為矛，戰鬥屬性為攻擊型、特殊技能為俠義一擊。
黃忠
蜀國武將
在作中一開始即因為大志難伸，而躲在長沙裡，能夠透過主角的激勵而讓他重燃雄心。
武器為弓，戰鬥屬性為攻擊型、特殊技能為引導射擊、散箭射擊。
趙雲
蜀國武將
在作中一開始為了防禦袁紹的攻擊而留守北平，後面則能與他一起闖入袁紹軍營救出公孫瓚。
武器為槍，戰鬥屬性為攻擊型、特殊技能為馳走槍。
馬超
蜀國武將
在作中一開始，因為全家被董卓所殺而在武威的酒館中灰心喪志，主角需要拿到其武器飛翼槍才可使他重新振作回歸蜀國。
武器為槍，戰鬥屬性為攻擊型、特殊技能為浴血奮戰。
馬良
蜀國文官
在作中一開始，因為弟弟馬謖毆打劉表之子劉琮而被關並且會要求主角找到華陀治劉琮之傷，來讓弟弟獲釋。
武器無，戰鬥屬性為輔助型、特殊技能為地理技能。

### 魏國武將
曹操
魏國君主，擁有太古九鼎的離天鼎
在作中一開始，即深陷於烏林之中，並且遭到董卓軍所追殺，在保護他的過程中，能見到三國演義的赤壁之戰中，類似曹操三笑孔明的事件。
武器為劍，戰鬥屬性為輔助型、特殊技能為乘時而起。
司馬懿
魏國軍師
在作中拜託主角找尋魏國武將，如果主角能順利找到一位即能從他身上獲得五百金的獎賞而且也能請求他製作霹靂車。
武器為劍，戰鬥屬性為攻擊加輔助型、特殊技能為奇謀。
夏侯惇
魏國武將
在作中一開始，即準備攻打下邳城的高順，在一定事件後，能看到其失去一眼的經過。
武器為大刀，戰鬥屬性為攻擊型、特殊技能為斷頭斬。
典韋
魏國武將
在作中一開始，是名俠義之士，需要與他一起完成和史實一樣殺死李永的事件，才會回歸魏國。
武器為戟，戰鬥屬性為攻擊型、特殊技能為憤怒一擊。
許褚
魏國武將
在作中一開始，是名只知用蠻力而不用腦的人，也因此誤中盜賊陷井。
武器為鎚子，戰鬥屬性為攻擊型、特殊技能為天搖地動。
張遼
魏國武將
在作中一開始，為董卓軍武將，如果玩家的智慧值夠高，則能在打敗他後，直接勸他回歸魏國。
武器為弓，戰鬥屬性為攻擊型、特殊技能為遠程射擊、致命射擊。
荀彧
魏國文官
在作中一開始，待在長安的道觀上學習，需要玩家買到特定的書種給他，才能讓他回歸魏國。
武器無，戰鬥屬性為醫療型、特殊技能為精算。
賈詡
魏國文官
在作中一開始，就以鬼才著稱，並且為了解決張繡的南陽城被董卓軍武將郭汜所圍，於是利用其策略而成功化解危機。
武器無，戰鬥屬性為攻擊型、特殊技能為辯才。

### 吳國武將
孫權
吳國君主，擁有太古九鼎的艮天鼎
在作中一開始，即受困於柴桑城中，並且遭到董卓軍的袁術和嚴白虎的包圍。如果隊中有吳國三大都督之一，則能使他們內鬨並且分裂，而能夠一一擊破。
武器為劍，戰鬥屬性為輔助型、特殊技能為逆勢而行。
周瑜
吳國軍師
在作中拜託主角找尋吳國武將，如果主角能順利找到一位即能從他身上獲得五百金的獎賞而且也能請求他製作樓船。
為了符合史實上愛好音樂的形象，所以主角須得到著名的焦尾琴才能請他加入。
武器為劍，戰鬥屬性為輔助型、特殊技能為音樂技能。
甘寧
吳國武將
在作中一開始，即因為殺害多名貪官，而被官方假裝招降並且關入牢中，玩家則能用賄賂或劫獄的方式來救出他。
武器為刀，戰鬥屬性為攻擊型、特殊技能為透過不同刀而有不同刀術技能。
呂蒙
吳國武將
在作中一開始，就被山越族人抓到自己的巣穴中，能透過主角的激勵和購買特定的兵書來讓他回歸吳國。
武器為劍，戰鬥屬性為攻擊型、特殊技能為必殺一擊。
太史慈
吳國武將
在作中一開始，就因為母親生病而離不開並且會請求主角找華陀來醫治她。
武器為弓，戰鬥屬性為攻擊型、特殊技能為貫穿射擊、定身射擊。
黃蓋
吳國武將
在作中一開始，會在武陵城召集士兵來消滅山越族的叛亂，在和他一起平亂的過程中能順便救出呂蒙。
武器為大刀，戰鬥屬性為攻擊型、特殊技能為曳刀式。
陸遜
吳國文官
在作中一開始，就像史實一樣受困於八卦陣中，必須由玩家完成一個小遊戲才能救出他。
武器無，戰鬥屬性為攻擊型、特殊技能為仙雲遊步。
魯肅
吳國文官
在作中一開始，就是長沙的富翁而且盡力賑災，如果要請他回歸吳國，則必須要請周瑜本人或拿到他的聘書才行。
武器無，戰鬥屬性為輔助型、特殊技能為商賈、博弈、富豪。
孫尚香
吳國武將
在作中一開始，性格傲嬌，為了救出哥哥而自告奮勇要加入隊伍中。如果滿足一定條件，就能和她啟發隱藏結局
武器為弓，戰鬥屬性為攻擊型、特殊技能為連續射擊、移動射擊。

### 其他人
呂布
董卓軍武將，擁有太古九鼎的震天鼎
作中一開始，即為董卓軍的武將，如果沒有完成一定條件使他離開董卓的話，則會在最後決戰的虎牢關中和他對決。
武器為戟，戰鬥屬性為攻擊型、特殊技能為天下無敵。
貂蟬
作中一開始，出現在洛陽的天香閣中，想要主角帶她去找呂布，但其實是想要暗殺他。滿足一定條件，則能和她發生隱藏結局。
武器為劍，戰鬥屬性為輔助型、特殊技能為鳳之舞。
华佗
作中一開始，就會在不同城市裡穿梭著，玩家能靠他解決馬良、太史慈和南蠻村莊的事件。如果能收集到完整的藥材讓他製作麻沸散，他則會送給主角青囊書並且加入隊伍。
武器無，戰鬥屬性為醫療型、特殊技能為專業醫術。
張角
作中一開始，因為在鉅鹿村見到主角使用太平要術祈雨成功，於是使計偷走並且藉此創立黃巾教
玩家在這個事件的最後面，則能見到他和其兄弟張梁、張寶(但後面兩人都不會加入)。
武器無，戰鬥屬性為全能型、特殊技能為召魂技能。
孟獲
南蠻君主，擁有太古九鼎的兌天鼎。
在作中一開始，就想要進攻中原並且也想要解決其村莊的怪病，玩家在這個事件中能遇到他和祝融夫人並且會發生類似三國演義中的七擒七縱的劇情(但祝融不會加入)。
武器為鎚子，戰鬥屬性為攻擊型、特殊技能為野獸召喚。
南華老仙
住在桃源鄉的仙人之一，企圖以九天逆龍大法來扭轉三國情勢，因為不小心放出刑天，所以召換主角來到三國時代，在一開始就會給主角太平要術。
于吉
住在桃源鄉的仙人之一，一開始就將蒼溟送給主角，玩家也能在他這邊免費回復血量和內力。
左慈
住在桃源鄉的仙人之一，身材相當圓滾，一開始就送給主角中天鼎。
刑天
上古魔神，因為南華老仙的法術，而他的封印被解開，而讓他逃脫並且附身在太師董卓身上造成天下大亂。
玩家在最後決戰中，如果沒有在十回合內打倒魍魎將領，則會因為董卓殺了幼帝，以天子之血破壞真龍之氣而從董卓身上出來。
董卓
當朝太師，擁有太古九鼎的乾天鼎。受到刑天附身而使天下大亂並且到處派其軍隊征服各地。
玩家在最後決戰中，如果在十回合內打倒魍魎將領，則能阻止董卓刺殺幼帝，而與他戰鬥。
魍魎將領
為玩家在解決各事件時，所打倒的各個董卓軍武將，在最後決戰中，被董卓召喚其靈魂來替他作戰。
分別為顏良、文醜、嚴白虎、袁術、袁紹、華雄、李儒、郭汜、高順、李傕。

## 遊戲方式
遊戲採用在大地圖上踩地雷的方式來戰鬥，進入戰鬥後則是採用棋盤式的方式來下達指令並且會依據各武將的速度來決定其行動順序，而每個人在戰場上的位置也會隨機出現。
技能方面上，必須使用技能點數來加以學習，可以透過戰鬥而入手，然後也必須裝備起來才能使用並且會因為不同技能而有不同欄位能夠裝備。技能除了透過買書或使用寶物的方式來學習到外，也能透過自己本身擁有的技能來學習，另外如果滿足一定條件，也能學到遊戲裡面的強力技能。
在裝備方面，主角可裝備任何武器或防具並且都會有相對應的技能，但是其他武將則會有限定的武器和防具，所以只能依據其特性來裝備其適用的武器和防具。例如趙雲的武器只能使用槍，而防具只能使用盔甲，但諸葛亮則則是無法裝備任何武器，防具也只能裝備披風或服飾。另外遊戲中，也能夠裝備不同飾品，並且透過其裝備而有不同的附加功能。

## 外部連結
- 巴哈姆特遊戲介紹（页面存档备份，存于）